# Topobea ferruginea
Topobea ferruginea är en tvåhjärtbladig växtart som beskrevs av Henry Allan Gleason. Topobea ferruginea ingår i släktet Topobea och familjen Melastomataceae. Inga underarter finns listade i Catalogue of Life.